# Magyaria incisa
Magyaria incisa är en kvalsterart som beskrevs av Balogh och Sandór Mahunka 1974. Magyaria incisa ingår i släktet Magyaria och familjen Haplozetidae. Inga underarter finns listade i Catalogue of Life.